# Red Rocks Park

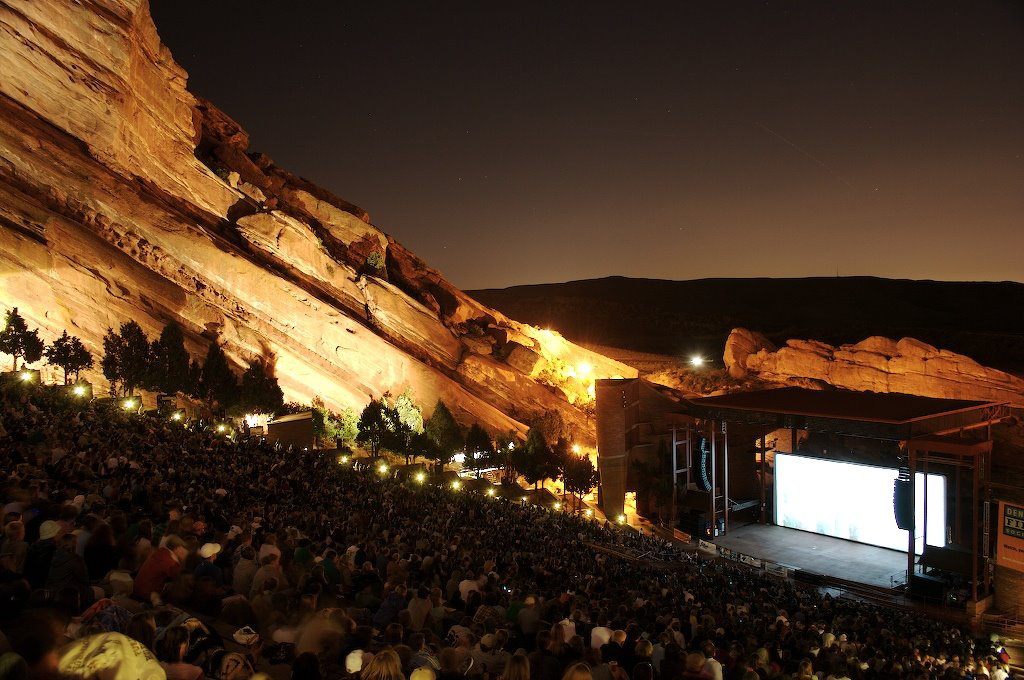
Abendveranstaltung im Amphitheater (2006)

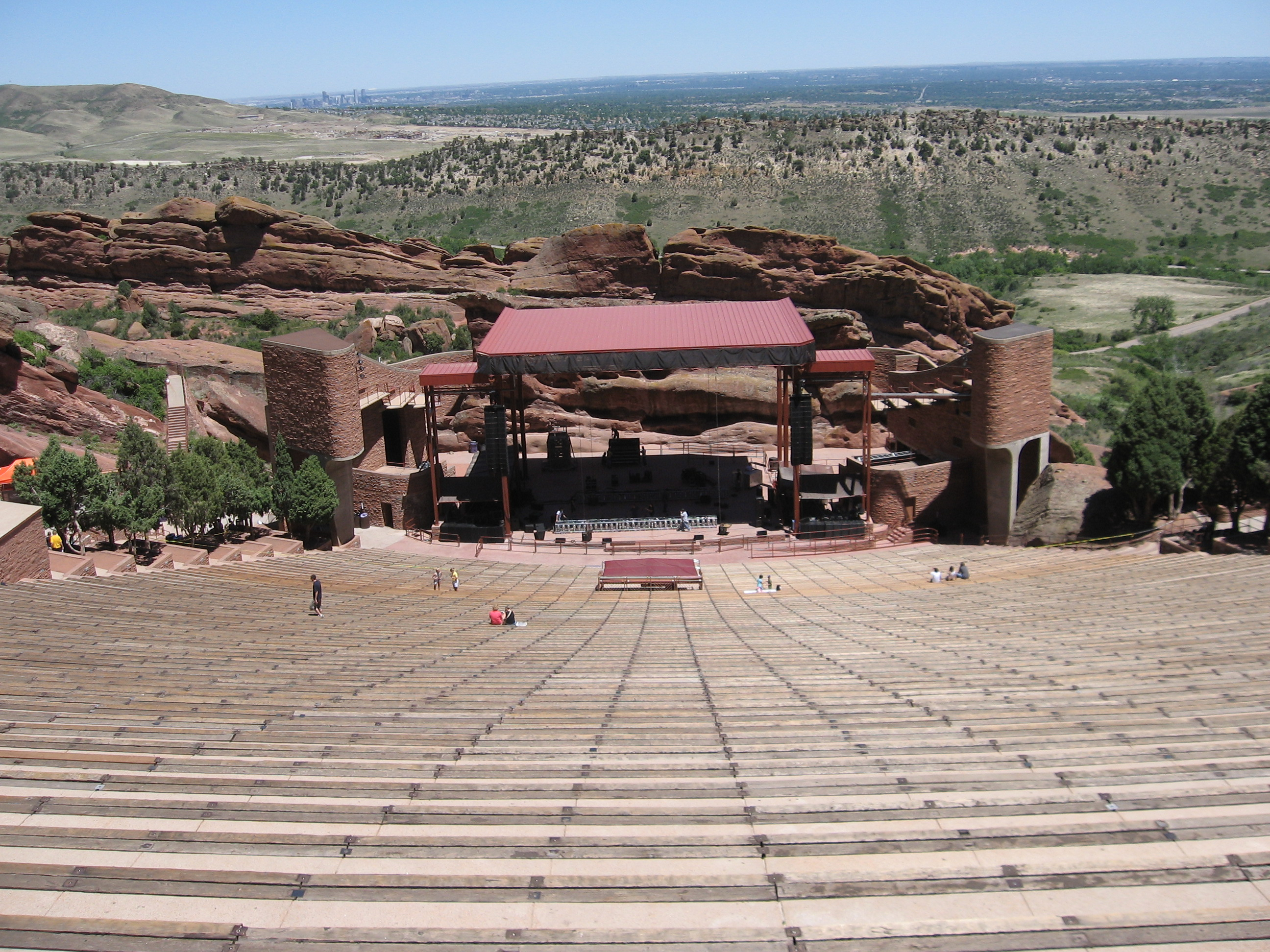
Amphitheater (2008)

Der Red Rocks Park, früher auch Garden of Angels, ist ein Gebirgspark Denvers an den Ausläufern der Rocky Mountains im zentralen Teil des US-Bundesstaates Colorado. Hauptanziehungspunkt des 351 Hektar großen Parks ist das Red-Rocks-Amphitheater.
Es handelt sich um eine zwischen zwei rund 100 Meter hohen Sandsteinfelsen (Ship- und Creation Rock) eingebettete Freilichtbühne, die rund 9400 Menschen Platz bietet und für ihre herausragende Akustik bekannt ist. Die Bühne wurde 1941 fertiggestellt, jedoch erst 1947 erstmals für eine öffentliche Veranstaltung genutzt. Auf Grund ihrer Größe eignet sie sich für große Musik- und Theaterveranstaltungen; eine der größten war ein Auftritt der Band U2, die 1983 auf ihrer War Tour unter den „Roten Felsen“ trotz strömenden Regens das Konzert auf Video aufnahmen und Teile davon auf ihrem Live-Album Under a Blood Red Sky veröffentlichten. Zu den bekanntesten Künstlern, die dort auftraten, gehören ferner die Beatles (1964), Bruce Springsteen (1978), Eric Clapton (1983), Sting (1985), Neil Young (2000), Depeche Mode (2009), Disturbed (2016), Live at Red Rocks), Bad Company (2017) und Hardy (2025, Hardy (Live from Red Rocks).
Ab 2001 unterzog die Parkverwaltung den Red Rocks Park einer größeren Renovierung und eröffnete 2003 ein unterirdisches Besucherzentrum mit Restaurant und Bars sowie einer Ruhmeshalle für die auf der Freilichtbühne aufgetretenen Künstler. Das neue Zentrum informiert – unter anderem auch in Kurzfilmen – sowohl über die geologische, als auch über die musikalische Geschichte des Parks.
Der Park wurde im Mai 1990 als historischer Bezirk (Historic District) in das National Register of Historic Places („Nationales Verzeichnis historischer Orte“; NRHP) eingetragen. Seit August 2015 hat der Ort den Status eines National Historic Landmarks („Nationales historisches Wahrzeichen“).